# منتخب إيران تحت 23 سنة لكرة الطائرة للرجال
منتخب إيران تحت 23 سنة لكرة الطائرة للرجال (بالفارسية: تیم ملی والیبال امید ایران) هو ممثل إيران الرسمي في المنافسات الدولية في كرة طائرة في فئة كرة الطائرة للرجال
.